# Simpang Teritit
Simpang Teritit is een bestuurslaag in het regentschap Bener Meriah van de provincie Atjeh, Indonesië. Simpang Teritit telt 1165 inwoners (volkstelling 2010).